# Seznam nejvyšších budov ve Vancouveru

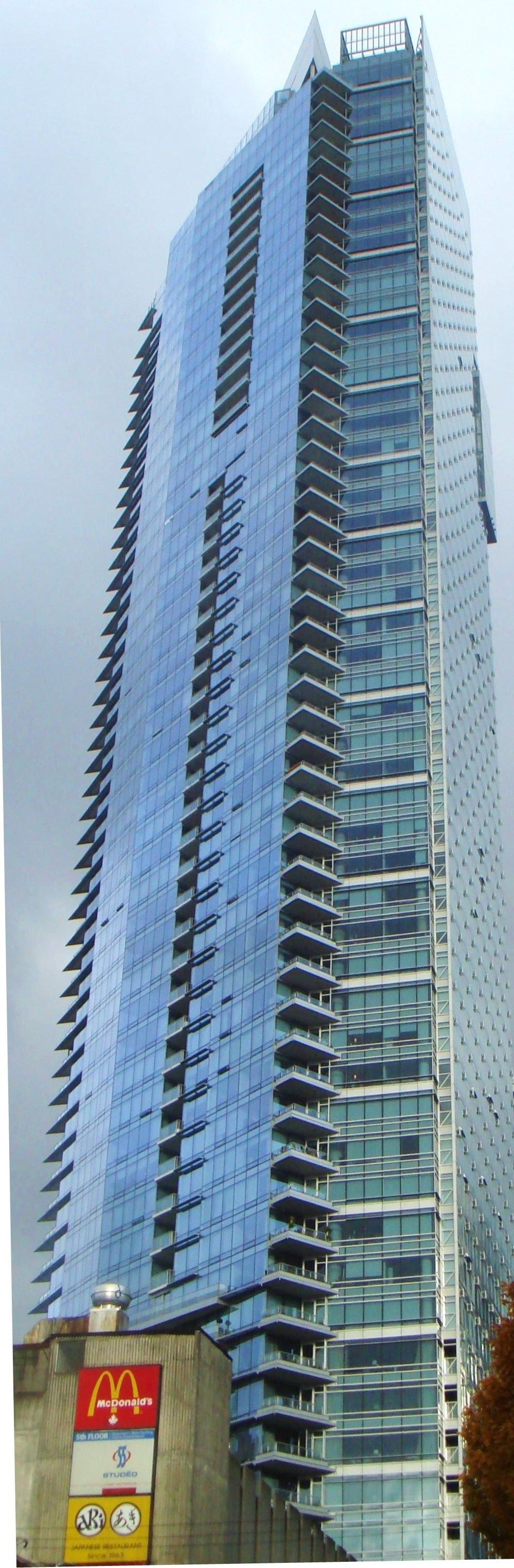
Living Shangri-La, nejvyšší budova ve Vancouveru

Toto je seznam nejvyšších budov v kanadském městě Vancouver.

## Seznam nejvyšších staveb dokončených do června 2010
| Rank | Název budovy        | Adresa                | Výška | Počet poschodí | Rok dokončení | Náhled           |
| ---- | ------------------- | --------------------- | ----- | -------------- | ------------- | ---------------- |
| 1    | Living Shangri-La   | 1128 West Georgia St. | 201 m | 62             | 2008          | One Wall Centre  |
| 2    | One Wall Centre     | 1000 Burrard St.      | 150 m | 48             | 2001          | One Wall Centre  |
| 3    | Shaw Tower          | 1067 W. Cordova St.   | 149 m | 41             | 2004          | Shaw Tower       |
| 4    | Harbour Centre      | 555 W. Hastings St.   | 146 m | 28             | 1977          | Harbour Centre   |
| 5    | Granville Square    | 200 Granville St.     | 142 m | 30             | 1973          | Granville Square |
| 6    | RBC Centre          | 1055 W. Georgia St.   | 141 m | 37             | 1973          |                  |
| 7    | The Melville        | 1133 Melville St.     | 141 m | 43             | 2007          |                  |
| 8    | Park Place          | 666 Burrard St.       | 140 m | 35             | 1984          |                  |
| 9    | Bentall 5           | 550 Burrard Street    | 140 m | 34             | 2007          | Bentall 5        |
| 10   | Four Bentall Centre | 1055 Dunsmuir St.     | 138 m | 35             | 1981          | 4 Bentall Centre |
| 11   | Scotia Tower        | 650 W. Georgia St.    | 138 m | 34             | 1977          | Scotia Tower     |
| 12   | TD Tower            | 700 W. Georgia St.    | 127 m | 30             | 1972          | TD Tower         |

## Plánované nebo rozestavěné, červen 2010
| Název budovy             | Adresa                | Výška | Počet poschodí | Plánované dokončení |
| ------------------------ | --------------------- | ----- | -------------- | ------------------- |
| Ritz-Carlton             | 1133 W. Georgia St.   | 183 m | 60             | 2012                |
| The Georgia              | 687 Howe St.          | 157 m | 48             | 2011                |
| The Fairmont Pacific Rim | 1011 West Cordova St. | 140 m | 44             | 2010                |
| Patina                   | 955 Burrard St.       | 126 m | 42             | 2011                |

## Významné historické budovy
| Název budovy             | Adresa              | Výška | Počet poschodí | Rok dokončení | Poznámka                                                    | Náhled                   |
| ------------------------ | ------------------- | ----- | -------------- | ------------- | ----------------------------------------------------------- | ------------------------ |
| Fairmont Hotel Vancouver | 900 W. Georgia St.  | 111 m | 17             | 1939          | Třetí "Hotel Vancouver"; Nejvyšší budova ve městě 1939-1972 | Fairmont Hotel Vancouver |
| Marine Building          | 355 Burrard St.     | 98 m  | 21             | 1930          | Nejvyšší budova 1930-1939                                   | Marine Building          |
| Sun Tower                | 100 W. Pender St.   | 84 m  | 17             | 1912          | Nejvyšší budova v Britském Impériu 1911-1914                | Sun Tower                |
| Hotel Vancouver          | 700 W. Georgia St.  | 77 m  | 15             | 1916          | Druhý "Hotel Vancouver"; Zbourán v roce 1949                |                          |
| Dominion Building        | 207 W. Hastings St. | 53 m  | 14             | 1908          | Nejvyšší budova v Britském Impériu 1908-1910                | Dominion Building        |
| Electra Building         | 989 Nelson St.      | 89m   | 24             | 1957          | Původně budova BC Electric                                  | Electra Building         |
| Woodward's building      |                     |       | 12             | 1903          |                                                             | Woodward's building      |